# Olimpia Maidalchini

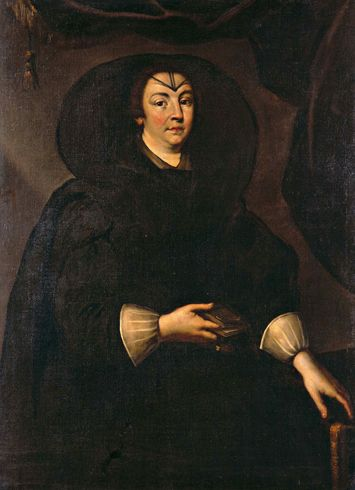
Olimpia Maidalchini, målning av okänd konstnär.

Olimpia Maidalchini, även kallad Olympia och Donna Olimpia, född 26 maj 1591 i Viterbo, död 27 september 1657 i San Martino al Cimino, Viterbo, var en politiskt inflytelserik svägerska till påven Innocentius X (1644–1655).

## Biografi
Olimpia Maidalchini var dotter till den förmögne borgaren Sforza Maidalchini i Viterbo och Vittoria Gualterio; modern var illegitim dotter till biskopen av Viterbo, Sebastiano Gualterio. Fadern försökte tvinga henne att gå i kloster av ekonomiska skäl då hon var femton år gammal, men hon gjorde en skandal genom att vägra, och tvingade honom att gå med på att få gifta sig. Hon gifte sig först med en godsägare, och sedan hon blev änka med adelsmannen Pamphilio Pamphili. Hon fick en omtalat nära relation till sin svåger Giovanni Battista Pamphili, den framtide Innocentius X, och det ryktades att hennes son också var hennes svågers snarare än hennes makes.
Olimpia var sin svågers rådgivare i hans kyrkliga karriär: hon ska ha spelat en viktig roll i det informella politiska manövrerande som krävdes för att få hennes svåger vald först till påvlig nuntie och sedan, 1644, till påve. Vid det laget var hon själv en rik änka. Olimpia Maidalchini var berömd i sin samtid för sitt stora inflytande över påvens regering. Officiellt påvens svägerska, och allmänt betraktad som hans älskarinna, tillskrevs hon ett stort inflytande över påven och hans politik. Hon styrde tillgången till påven, avgjorde vem som skulle få audiens hos honom och vem som skulle få hans stöd, och uppvaktades därför flitigt av dem som vill få stöd hos den påvliga regeringen.
Efter påvens död 1655 förlorade hon allt inflytande och tvingades lämna påvepalatset. En utredning tillsattes av hans efterträdare för att förbereda ett åtal om korruption och olaglig inblandning i statens affärer mot henne, men hon avled innan åtalet var färdigt att läggas fram.